# Ярус 3
| система                                                                          | отдел        | ярус         | Ниж. граница, млн лет |
| -------------------------------------------------------------------------------- | ------------ | ------------ | --------------------- |
| Ордовик                                                                          | Нижний       | Тремадокский | 486,85 ±1,5           |
| Кембрий                                                                          | Фуронгский   | Ярус 10      | ~491,0                |
| Кембрий                                                                          | Фуронгский   | Цзяншаньский | ~494,2                |
| Кембрий                                                                          | Фуронгский   | Паибский     | ~497,0                |
| Кембрий                                                                          | Мяолинский   | Гужангский   | ~500,5                |
| Кембрий                                                                          | Мяолинский   | Друмский     | ~504,5                |
| Кембрий                                                                          | Мяолинский   | Вулиунский   | ~506,5                |
| Кембрий                                                                          | Отдел 2      | Ярус 4       | ~514,5                |
| Кембрий                                                                          | Отдел 2      | Ярус 3       | ~521,0                |
| Кембрий                                                                          | Терренувский | Ярус 2       | ~529,0                |
| Кембрий                                                                          | Терренувский | Фортунский   | 538,8 ±0,6            |
| Эдиакарий                                                                        | Эдиакарий    | Эдиакарий    | больше                |
| Деление и золотые гвозди в соответствии с IUGS по состоянию на декабрь 2024 года |              |              |                       |

Ярус 3 (англ. Stage 3) — ещё неназванный нижний ярус отдела 2 кембрийской системы в Международной стратиграфической шкале. Охватывает породы, сформировавшиеся в третий век кембрийского периода, около 521—514 миллионов лет назад (всего около 7 миллионов лет). Расположен над ярусом 2 терренувского отдела и под ярусом 4 отдела 2 кембрийской системы.
Ни нижняя, ни верхняя границы яруса ещё формально не определены. Планируется, что его нижняя граница будет примерно соответствовать первому появлению трилобитов, хотя неодновременное появление трилобитов в глобальном масштабе создаёт необходимость в использовании другого, глобально синхронного маркера для определения нижней границы. Верхняя граница и основание кембрийского яруса 4 неофициально определены как первое появление трилобитов родов Olenellus или Redlichia около 514 миллионов лет назад.

## Название
Международная комиссия по стратиграфии официально не назвала третий ярус кембрия. Этот ярус примерно соответствует атдабанскому, который используют геологи, работающие в Сибири.

## Биостратиграфия
Lemdadella — древнейший из трилобитов — появляется в основании зоны Fallotaspis. Так называемый кембрийский взрыв — появление большого количества типов животных — заканчивается здесь, после диверсификации и возникновения членистоногих, моллюсков, щупальцевых, хордовых (включая позвоночных) и других.